# Blickensderfer typewriter

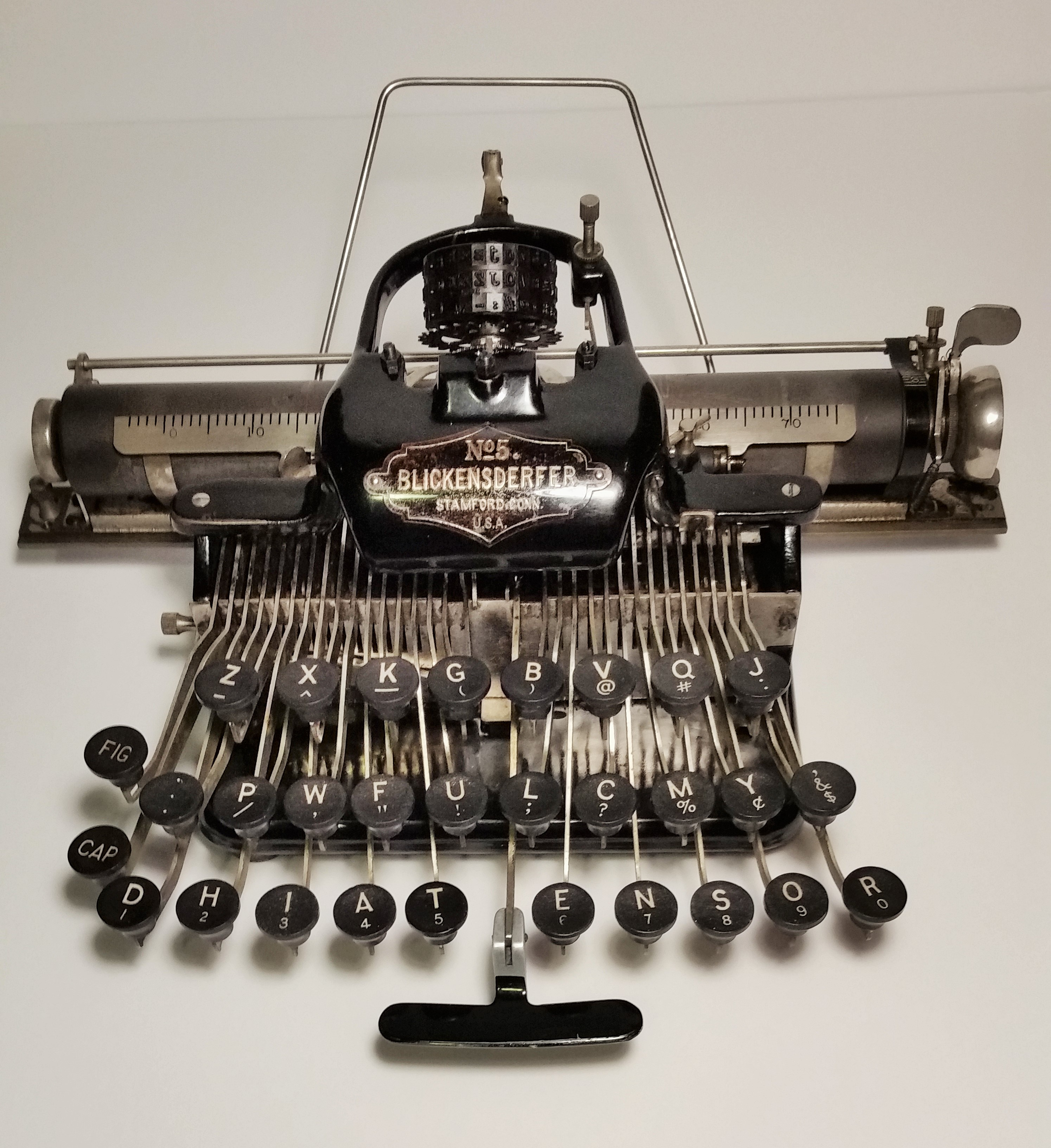
ブリッケンデルファー型モデル No.5 タイプライター。1902年初期

ブリッケンデルファー型タイプライターは、ジョージ キャンフィールド ブリッケンダーファー（1850年-1917年）が1891年4月に発明され特許が取得された。Blickensderferはステノタイプの発明者であるジョン・セリヴァーゴス・ザチョスの甥だった。
1893年にシカゴで開催された世界コロンブス万国博覧会で、同機のモデル1及びモデル5の2台が一般公開された。
彼のマシンは、もともとレミントン、ハモンド、ヨストのタイプライター、そして極めて初期のポータブルタイプにて、フルキーボードタイプライターと大きく競合することを意図していた。 
デザインもまた、ほとんどのタイプライターが入力された文字がタイプの時に隠れるダウンストライクマシンであったが、フロントストライク型であり、タイピストがタイプ作業した文字が見ることができた。
ブリッケンダーファーが1893年の万国博覧会で小型であるモデル５を発表した時を同じくして、より複雑な機構を持つモデル１バージョンを発表した。
これらの革新的な機能は多くの民衆と注文を集めることになった。

## 歴史
ブリッケンデルファー型タイプライターは当初、コネチカット州スタンフォードのガーデンストリートにある賃貸工場で製造された。 1896年まで、特に彼の機械に対する強い外国の需要のために、ブリッケンデルファーは、スタンフォードのアトランティックストリートに新しい近代的な工場を開設した。
スタンフォード歴史協会が発表した記事によると、「ブリッケンデルファー型タイプライター」は世界のベストセラーになり、同社は世界最大のタイプライターメーカーの1つとなった」とある。
工場は1919年に工場が閉鎖されるまで、ピーク時（1903-1907）に年間約200人の従業員を雇用し、年間約10,000台のタイプライターを生産していた。
コスト100ドル以上の当時ベンチマークマシンと比較されても初期の商業的として成功したのは35ドルで販売されたモデルNo.5だった。
新しいモデル5はそれぞれ、追加のタイプホイール、1ダースのインクロール、およびツールキットを備えたシンプルな木製のキャリングケースに入っていた。
ブリッケンデルファー型タイプライターは、フランスではDactyleの名前で販売されていた。機械は、オンタリオ州ジョージタウンのクリールマンブラザーズカンパニーによってカナダで販売された。また、英国、ドイツ、ニュージーランド、ロシアでも販売される。キーボードとタイプホイールは、フランス語、スペイン語、ドイツ語、ポーランド語など、さまざまな言語に利用できた。オリエンタルと呼ばれるいくつかの機械は、ヘブライ語とアラビア語に対応するためキャリッジが左から右に移動するように改造された。
同社は第一次世界大戦の開始とともにヨーロッパ事業の多くが衰退し、1917年に米国が戦争に加わったとき、特に生産と販売に大きな打撃を受けた。戦争の一環として、ブリッケンデルファーは、フランス政府向けの機関銃ベルトフィードや航空機用の50口径機関銃マウントなど、戦争用の軍需品を製造するために工場の多くを改造した。
同じ年、ジョージ・ブリッケンデルファーが1917年8月15日の短い期間で病気により生涯を亡きとしたとき、優秀な工場長と設計者がいなくなったために、会社は存続できない致命的な打撃を受けた。
相続人は1919年に会社を売却した。異なる所有権の下で数年間の失敗した後に、レミントンタイプライター会社が1926年に破産したLRロバーツ会社から工具、部品、図面、知的財産を含む資産を取得した。レミントンは、レムブリックと呼ぶ改良ブリッケンデルファー型タイプライターモデルNo 5を市場に導入しようとしたが、1928年の終わりまでにそのモデルは廃止された。

## デザイン
ブリッケンデルファー型タイプライターは、設計の複雑さを劇的に軽減した。標準的タイプライターの2,500パーツと比較して、典型的なブリッケンデルファー型には250パーツしか含まれていない。それは他のものよりはるかに小さく、軽くそして安価であった。 ブリッケンデルファー型モデルNo 6およびブリッケンデルファー型フェザーウェイトとして販売された初期のアルミニウムタイプライターのいくつかは、世界初の完全電動タイプライターであるブリッケンデルファー型エレクトリックも同様に、ブリッケンデルファーによって製造された。
キーに接続された個々のタイプバーの端に文字がある一般的なメカニズムの代わりに、最初のブリッケンデルファー型プロトタイプは、4行の文字を備えた円筒形のタイプホイールを使用した。小文字、大文字、斜体、短い単語がエンボス加工された。その後、小文字、大文字、数字と記号の行を3行での文字に変更された。キーを押すとタイプホイールが回転し、正しい文字が紙の上に配置された。ホイールが回転すると、ホイールが下に移動し、紙に当たる前にインクローラーに接触する。これによりキーが絡まったりすることが無かったため、タイピング速度が向上した。交換可能なタイプホイールの原理は、ほぼ70年後の1961年に導入されたIBM Selectricの設計と非常によく似ている。 Selectricのように、タイプホイールを変更するだけで、ブリッケンデルファー型の書体やフォントスタイルを簡単に変更できた。
ブリッケンデルファーらは、英語を注意深く分析した後、ジョージブリッケンデルファーによって開発された独自のキーボードレイアウトでも注目に値した。ホーム、つまりキーの一番下の行には、最も一般的に使用される文字が含まれていた。ブリッケンデルファーは、単語の85％にこれらの文字DHIATENSORが含まれていると判断し、このポジショニングにより、タイピストは可能な限りホーム下側位置に手を保つことができ、余分な手の動きを最小限に抑え、効率を高めることができるとした。 1874年にショールズとグリデンによってタイプライターに導入されたQWERTYキーボードは、純粋に機械的な理由で設計されており、このキー配列は、互いにぶつかったり、詰まったりする可能性がさらに制限されていた。ブリッケンデルファーはタイプホイールを使用したために、「 科学的表記法」を含むキーボードレイアウトを使用して、タイピング効率を最大限に高めることができた。

## モデル

### モデル5

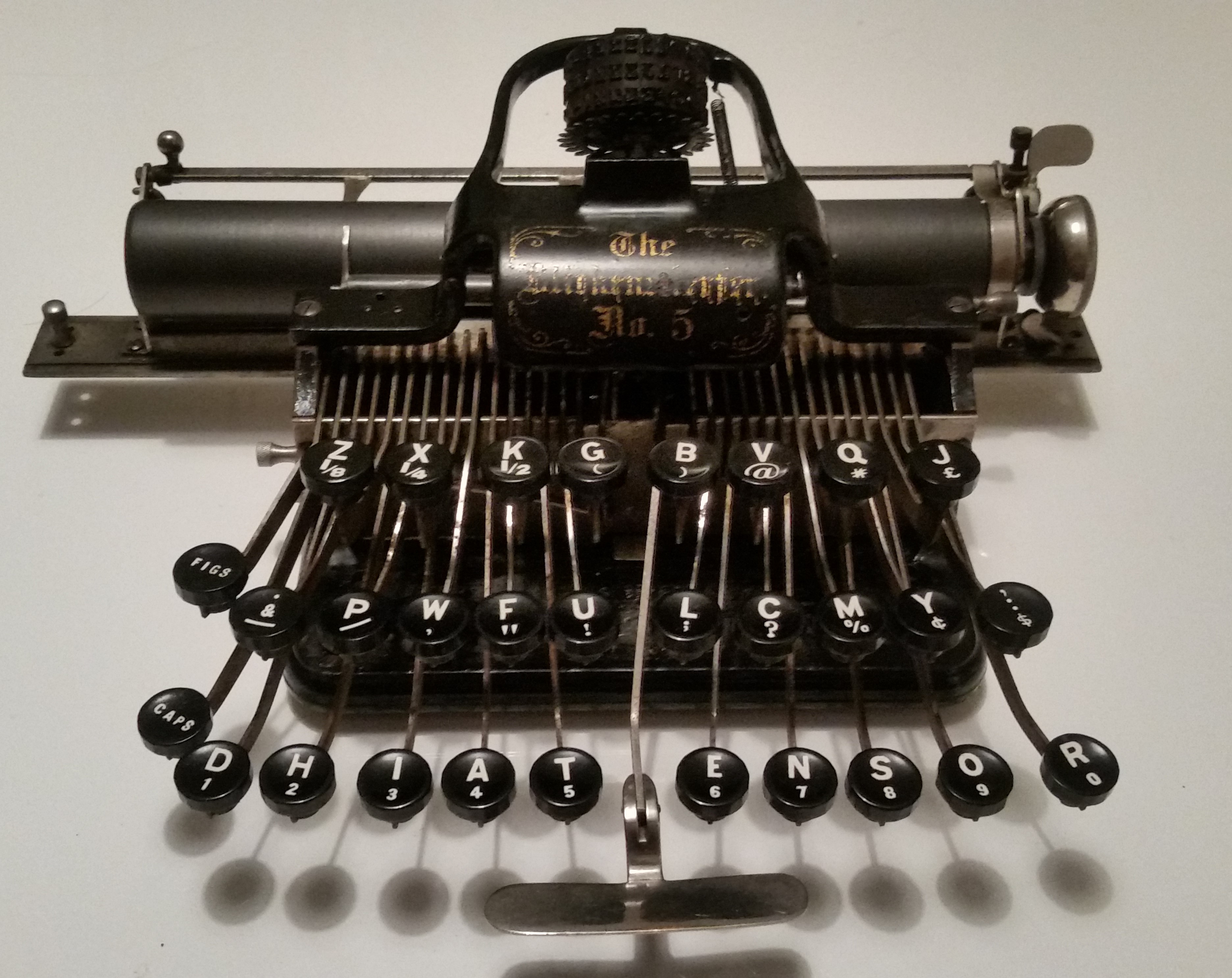
聡明期の例であるブリッケンデルファー型タイプライターモデル５。1894年

最初に広く成功した生産モデルは、1893年にシカゴで開催されたシカゴ万国博覧会で紹介されたブリッケンデルファー型モデル5であった。モデル5の生産は、1895年から1896年まで本格的に開始されなかった。モデル5は、初期のポータブル、フルキーボードのタイプライターであり、標準でDHIATENSORキーボードが付属しているか、要求に応じてQWERTYキーボードが付属する。初期のブリッケンデルファー型モデル5のいくつかは、フランスでDactyleとして販売されていた。ブリッケンデルファー型モデル５は、すべてのブリッケンデルファー型モデルの中で最も単純であり、他のどのブリッケンデルファー型マシンより多く生産された。生産された200,000のブリッケンデルファー型タイプライターの約74,000または37％はモデル5であり、他モデルが、より人気となる1913年まで生産が続けられた。

### モデル6とフェザーウェイト

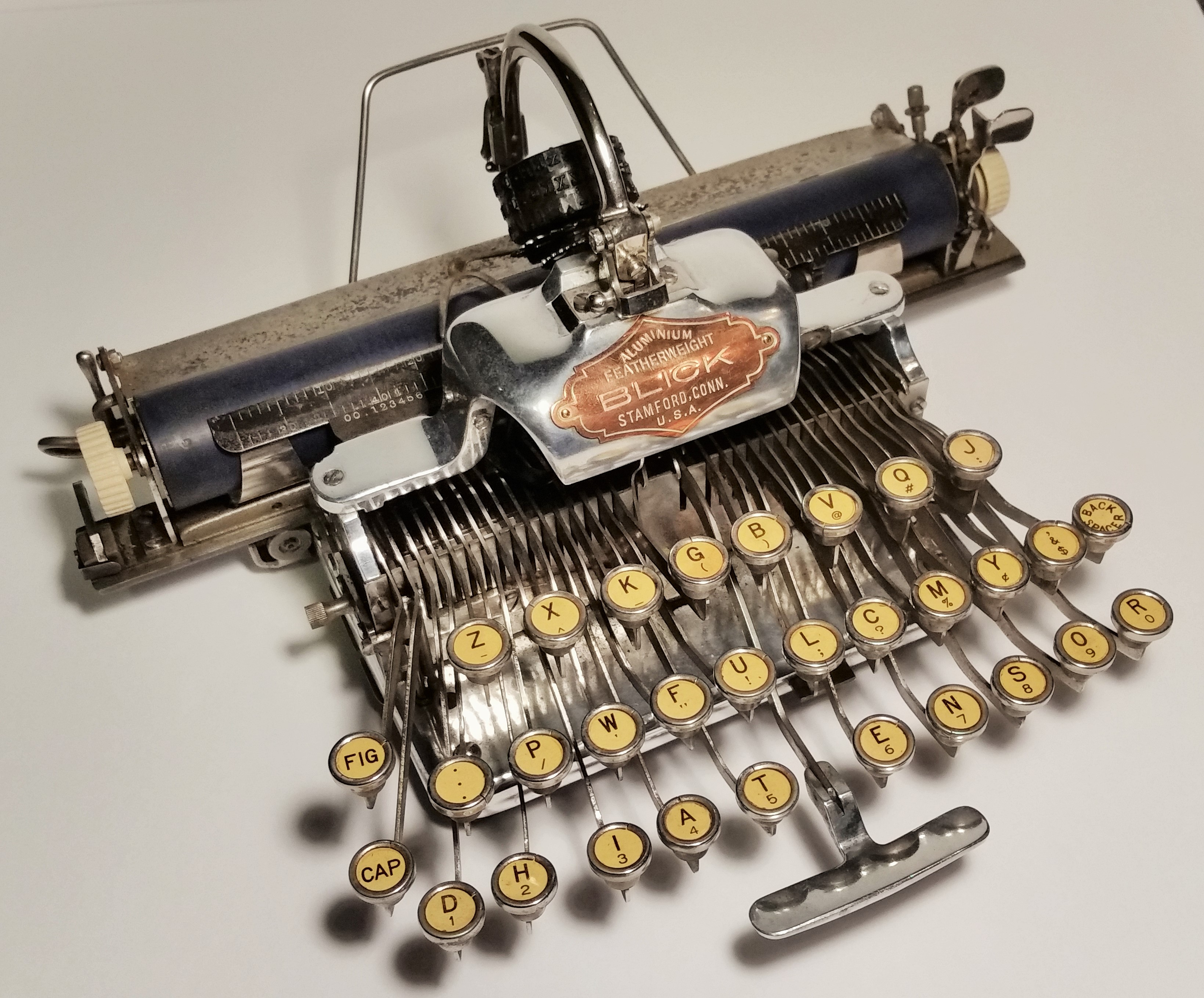
ブリッケンデルファー型フェザーウェイトタイプライタ。1915年

1910年、ジョージ ブリッケンデルファーはブリッケンデルファー型モデル6を発表した。これはアルミニウムで鋳造され、本質的に鋳鉄を使用した ブリッケンデルファー型モデル6の軽量バージョンだった。アルミニウムバージョンは、バックスペースメカニズムを備えた改良モデル6である ブリッケンデルファー型フェザーウェイトタイプライタとして登場し、インクアームのサポートには魅力的に湾曲した折りたたみデザインに変更されていた。これらタイプライターはわずか5ポンドの重さで、「５ポンドの秘書」として広く販売された。

### モデル7

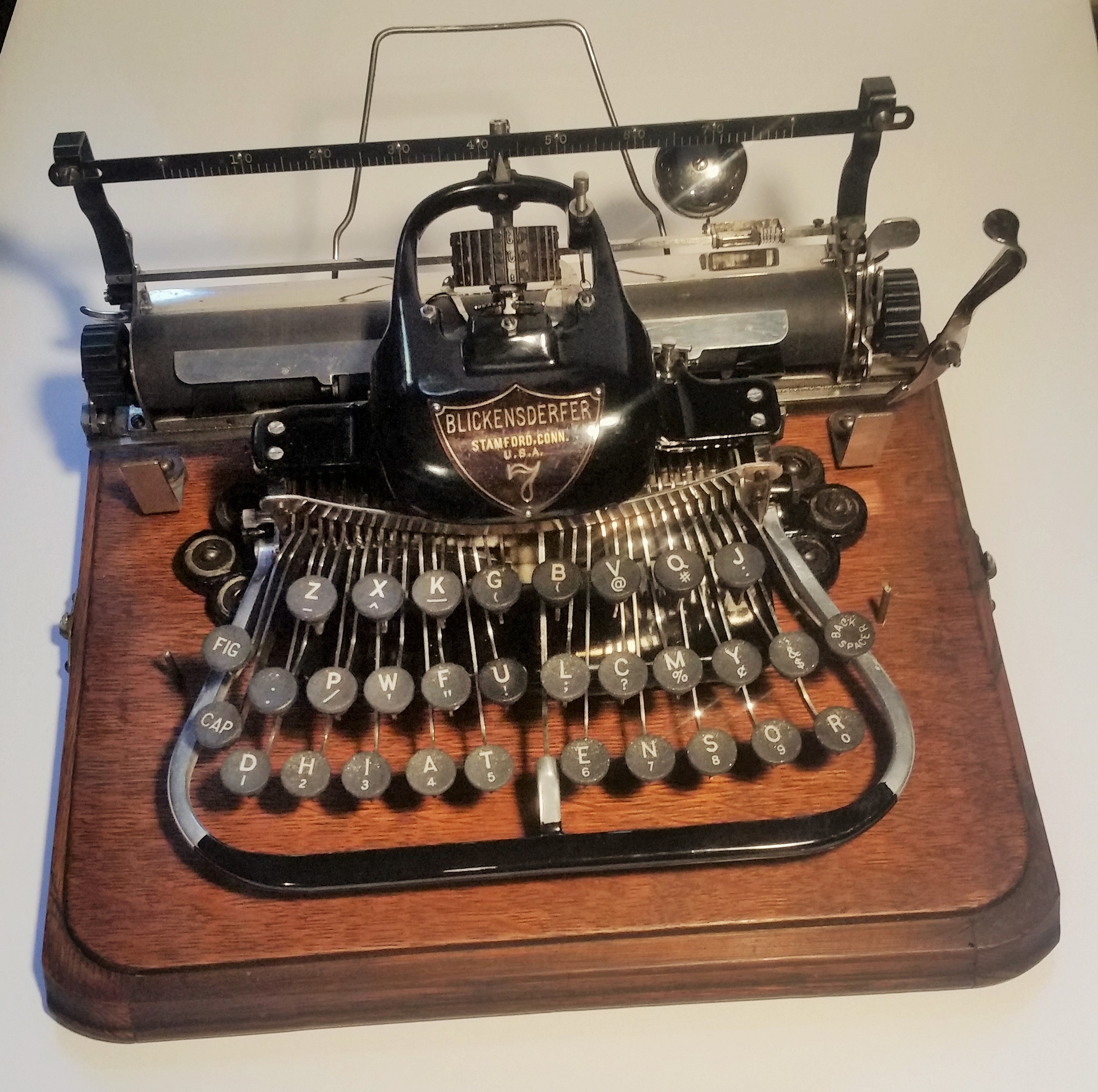
ブリッケンデルファー型モデル7、1909年

1897年に最初に導入されたモデル7は、ベーシックモデル５のデラックスバージョンになり、市場のより大きな断面を満足させるように設計されていた。最大かつ最も明白な違いは、ラップアラウンドスペースバーであった。これにより、マシンはより頑丈で独特の外観になった。 ブリッケンデルファーはまた、紙のスケールを改善し、プラテンの両端に黒い複合キャリッジノブを追加し、調整可能なマージンストップを追加し、キャリッジがタイプの行中の終わりに近づいたことを示すと鳴子木手によって取り付けられた鳴子が打たれるような設計がなされた機構を追加した。ブリッケンデルファー型モデル7は、魅力的な曲木細工のラミネートオークケースが取り付けられたオークベースにも取り付けられた。1897年から1916年までに約63,000台のブリッケンデルファー型モデル７が生産された。

### ブリッケンデルファー型エレクトリック
ブリッケンデルファー型エレクトリックは革新的な機械であり、1900年8月の特許（特許番号656,085）に続いて、1901年にバッファローで開催されたパンアメリカン博覧会で最初に紹介されたときよりもはるかに進んでいた。手動モデルのすべての使い慣れた特性に加えて、QWERTYまたはDHIATENSORキーボードと、軽いキータッチ・タイピング、自動キャリッジリターンおよび行間隔など、後の電動タイプライターの全利点があった。機械は後部に取り付けられたエマソン電気モーターによって動力を与えられ、側面のエールキーを回すことによってスイッチを入れた。AC電流よりモーターは104ボルト60Hzで動作したが、当時まだ広く標準化されていなかった。（電流戦争参照）
ブリッケンデルファー型エレクトリックは、1901年から1919年に製造されたと考えられている。技術的にも工学的にも成功したが、当時は多くの家庭や企業が公用電気に接続されてはいなかったため、商業的には失敗であった。公用電気は主に照明に使用されていたため、日中以外は広く利用できなかった。
ブリッケンデルファー型エレクトリックは、フランスとイギリスの両方で宣伝および販売されたが、最終的に何台のマシンが販売されたかは不明である。今日存在することが知られているマシンはほとんどなく、ストレートフロント・ストライクとQWERTYキーボード、またはカーブフロントストライクとDHIATENSORキーボードの両方で使用されている。

### モデル8

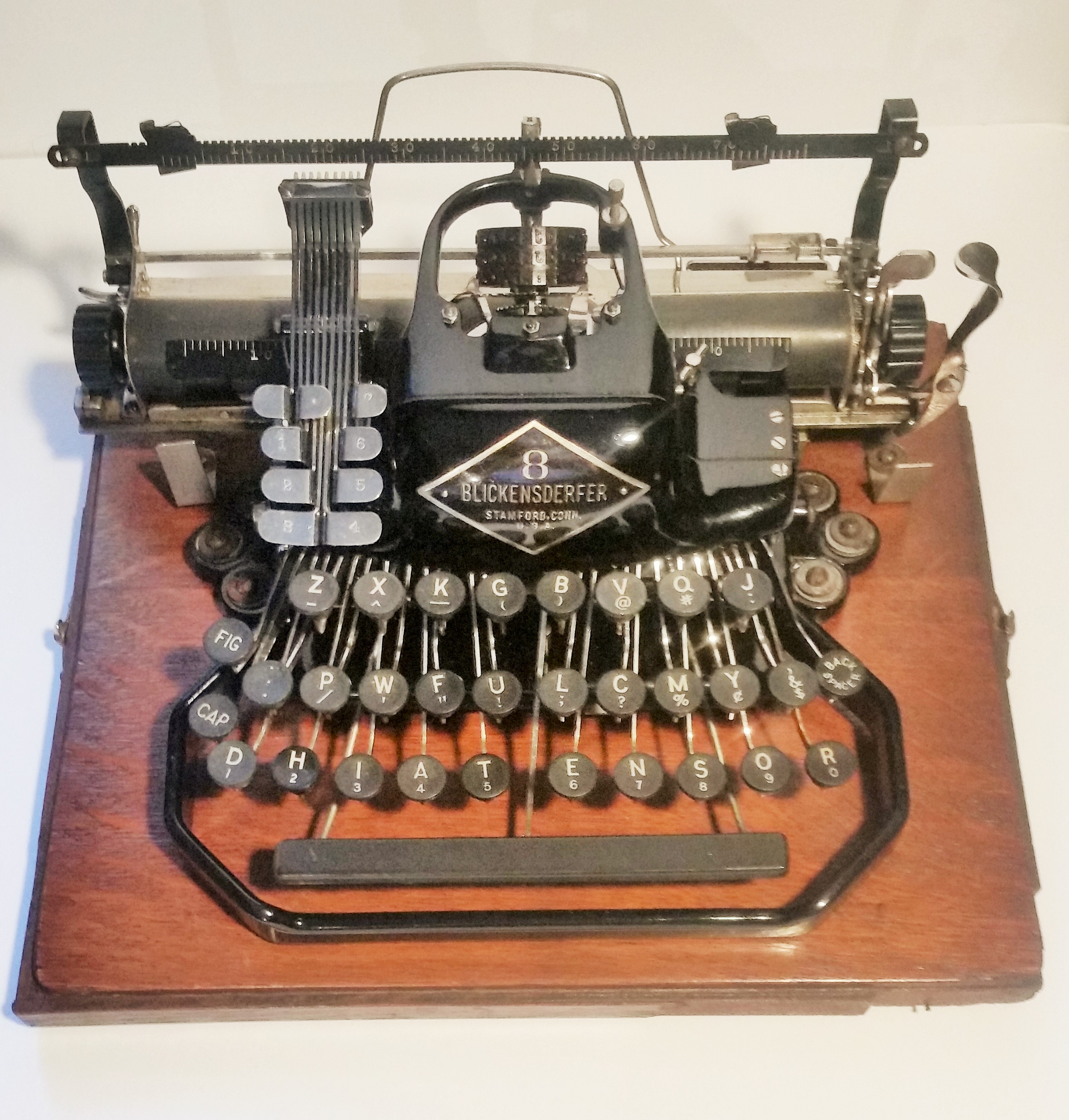
Blickensderferモデル8、1909

1908年に導入されたブリッケンデルファー型モデル8は、タビュレーターが以前から存在していたにもかかわらず、タビュレーターシステムを備えた最初のブリッケンデルファー型であった（タブストップを参照）。このモデルはかなりの成功を収め、1908年には他のどのモデルよりも多く販売された。このマシンは、ツーピースタイプヘッドキャスティングと人気のあるバックスペースメカニズムを備えたモデル７よりも重くて頑丈に見えた。タビュレーターは、機械の上部に配置された大きなニッケルメッキのレバーを使用しており、操作が簡単であった。生産は1910年にピークに達し、1917年に生産が終了するまで減少していった。約20,000台のブリッケンデルファー型モデル８が製造され、販売されたすべてのブリッケンデルファー型モデルの約10％を占めている。

### モデル9
1910年半ばに導入されたと考えられているモデル9は、外観はモデル8と似ていたが、ニッケルメッキのタブキーがなく、ブリッケンデルファー型フェザーウェイトと同様、折りたたみ式インクローラーアームサポートを備えていた。わずか約10,000台の機械が生産され、1919年には終了していた。

## 革新と技術
1891年8月4日、いくつかのプロトタイプの後、ブリッケンデルファーはブリッケンデルファー型タイプライターの特許を取得した。主要は、1890年7月15日に彼が最初に特許を取得した円筒形の交換可能なタイプの要素の使用であった。ブリッケンデルファー型のタイプホイールの初期バリエーションは、1883年にクランドル１タイプライターに導入されたが、ブリッケンデルファーの天性は、シンプルさと彼のマシンの小型サイズと組み合わせたタイプホイールの使用方法にあった。この発明は、市場に出回っている他のものとは異なり、タイプライターエンジニアリングを新しいレベルに引き上げた機械的な驚異として見なされてきた。キーを打つと、書体がインク・ローラーを越えて下向きに傾き、紙に打ち付ける時の活字にインクを塗っている間にホイールが適切な方向に回転した。 CAPSキーまたはFIGキーを押したままにすると、タイプホイールが軸に沿って移動し、大文字の場合は中央の行、特殊文字と数字の場合は下の行といずれかが使用される。

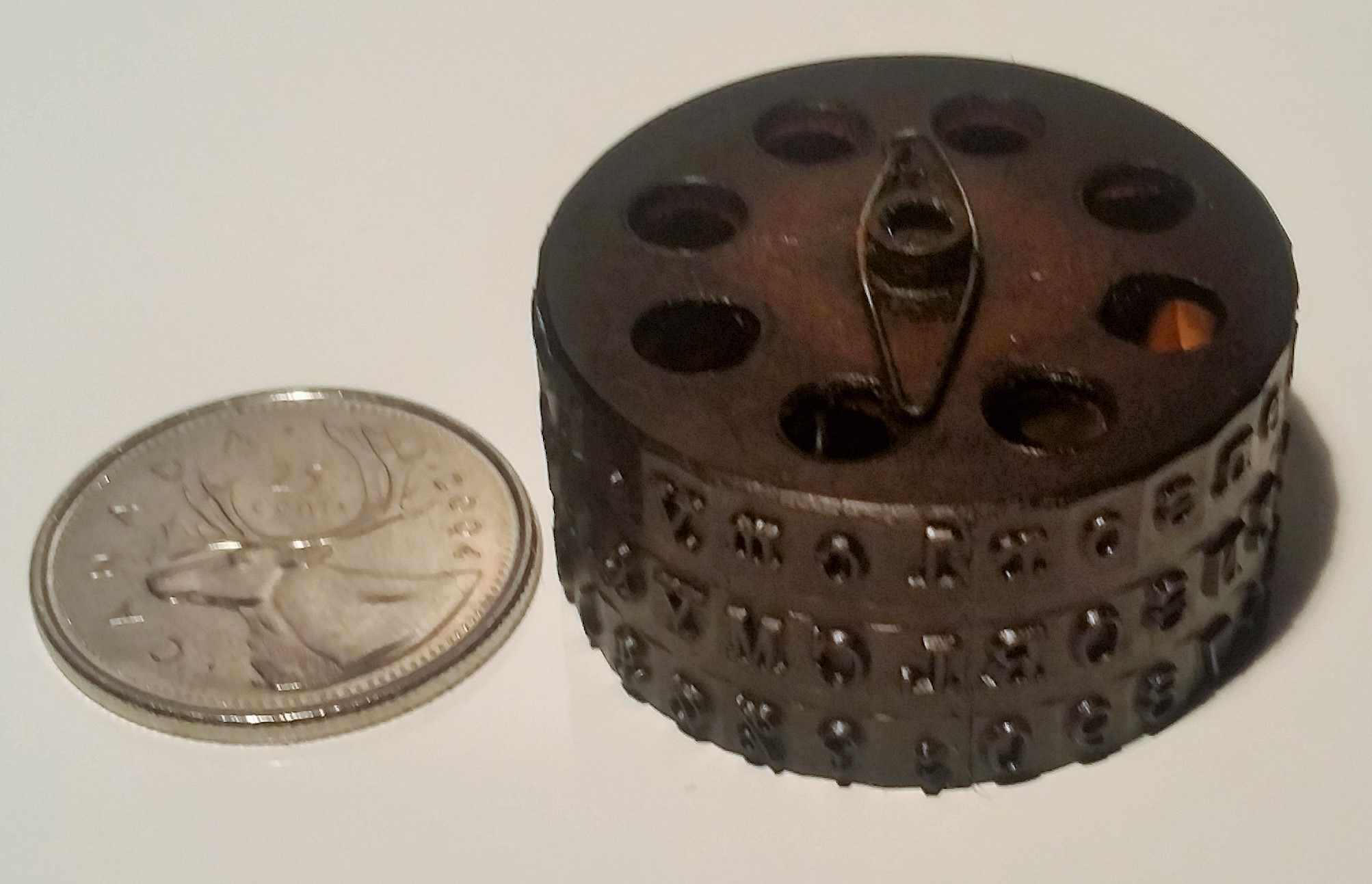
ブリッケンデルファー型タイプホイール

1890年代の工業生産は高度に自動化されておらず、組み立ては完全に手作業で行われていた。これにより、設計変更や製造プロセスの改善が容易になった。ブリッケンデルファーはマシンの改良を続け、1897年6月1日まで、ブリッケンデルファー型モデル５について多くの新しい特許が出願された。このとき、機械生産の寿命バランスでは、ほぼ同じままであった。ブリッケンデルファーは、彼が亡くなるまで新しいマシンを発明し続けた。これは、ブリッケンデルファー型エレクトリックや、ブリッケンデルファー型モデル９が彼の最後の主要な新しいモデルである。それにはさまざまな標準マシンが含まれていた。
タイプホイールが、IBM Selectricタイプライターの後のタイプボールのように、すべてのブリッケンデルファー型マシンの中心的なコンポーネントであった。簡単に取り外しができるため、ユーザーはさまざまなフォントや書体を選択できた。同社の生産歴の後半では、取り外し可能なキートップカバーに変更され、対応する言語タイプホイールを追加するだけで、ブリッケンデルファー型の工場で基本的なマシンへのキーボードを他国言語に簡単に適合させることができた。

## 科学的表記法キーボード

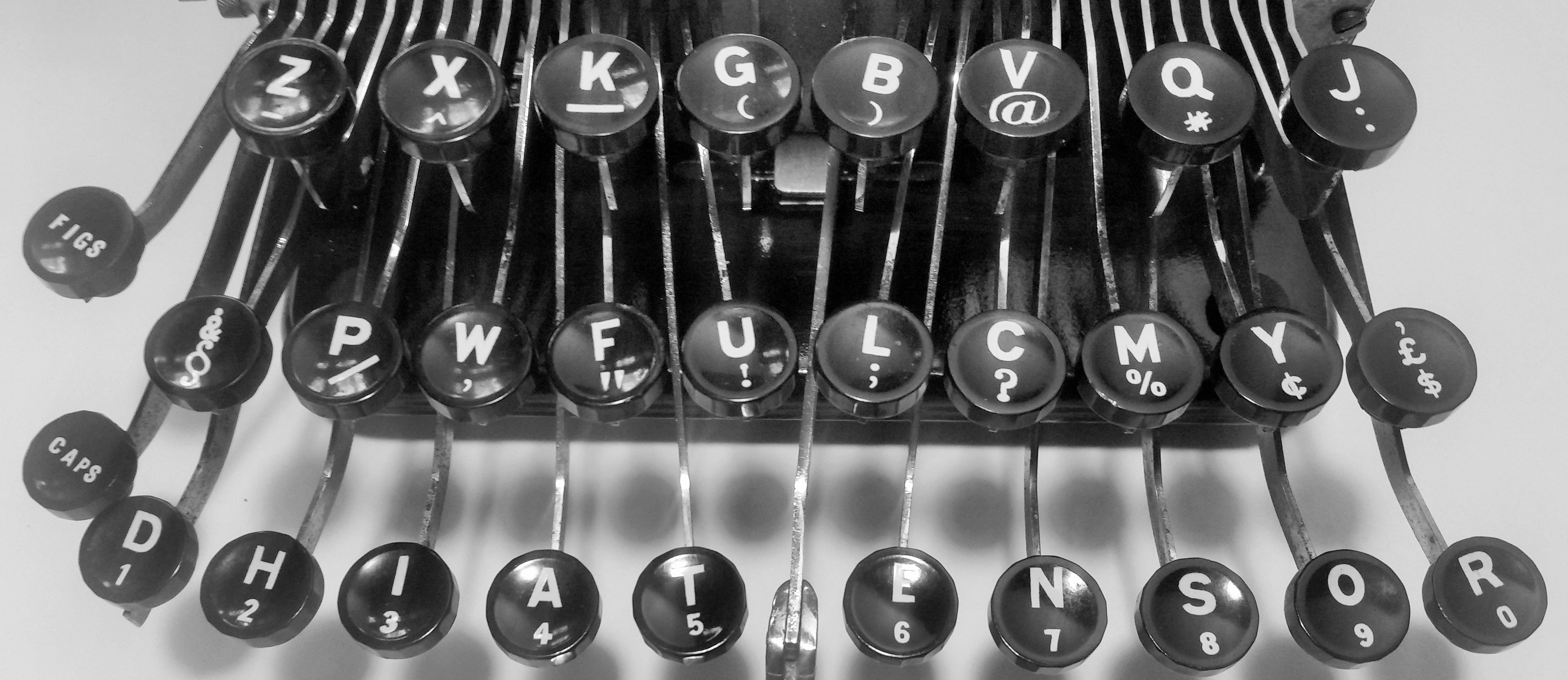
ブリッケンデルファー型「科学的表記法」キーボード

ブリッケンデルファー型タイプライターのユニークな機能の1つは、科学的表記法キーボードまたはDHIATENSORキーボードであった。 DHIATENSORのレイアウトを以下に示す。（英数字のみ）ブリッケンデルファー型は英語を分析し、彼の研究に基づいて独自のより効率的なキーボードを提案した。彼は、最も頻繁に使用される10文字はA、D、E、H、I、N、O、R、S、およびTであり、書かれたテキストの約70％および全ての単語の約85％で使用されていると判断していた。真ん中の行には24％の確率で出現した文字が含まれ、上の行には約6％の文字が含まれていた。ブリッケンデルファーは、彼のより効率的なシステムが、1874年にショールズとグリデンによって開発されていた武骨で広く使用されているQWERTY、またはユニバーサルキーボードに取って代わることを期待して、「科学的表記法キーボード」を提供していた。しかし、ブリッケンデルファーにとって残念なことに、他のタイプライターメーカーが「科学的表記法キーボード」を採用せず、ブリッケンデルファーはオプションとしてすべてのマシンにユニバーサルキーボードを提供するしかなかった。会社の存続終端に向かっては、ほとんどのマシンはユニバーサルキーボードで販売されていった。スペイン語、フランス語、ドイツ語、ポーランド語のレイアウトに変更が加えられることとなった。

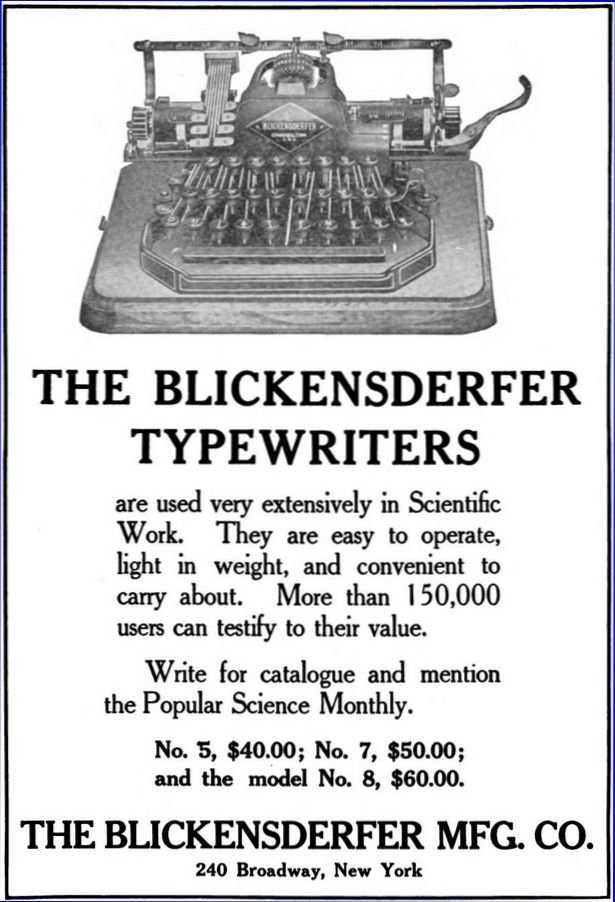
ブリッケンデルファー型「科学的」キーボードの広告

1936年、オーガスト・ドヴォラック教授は、タイピストの指が移動する運指距離を最小限に抑えることを目指して、同様にキーボードレイアウトを提案していた。彼は、句読点キーに置き換えたRを除いて、キーボード中央列にあるブリッケンデルファー型と同じ一般的な文字を提案していた。Dvorakキーボードは、今日においてもなお小規模ながらも地道なる支持を維持しており、多くの主要なオペレーティングシステムで使用できるようになっている。